# Pit Budde

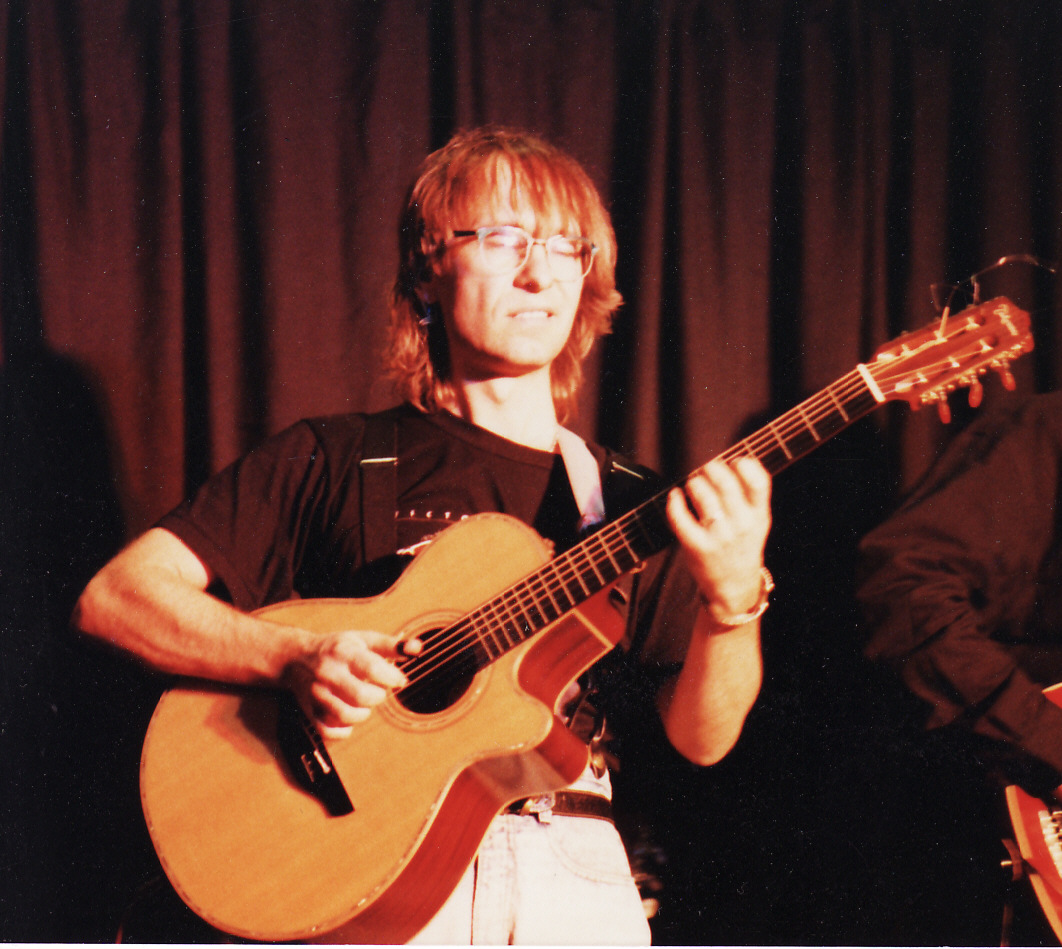
Pit Budde

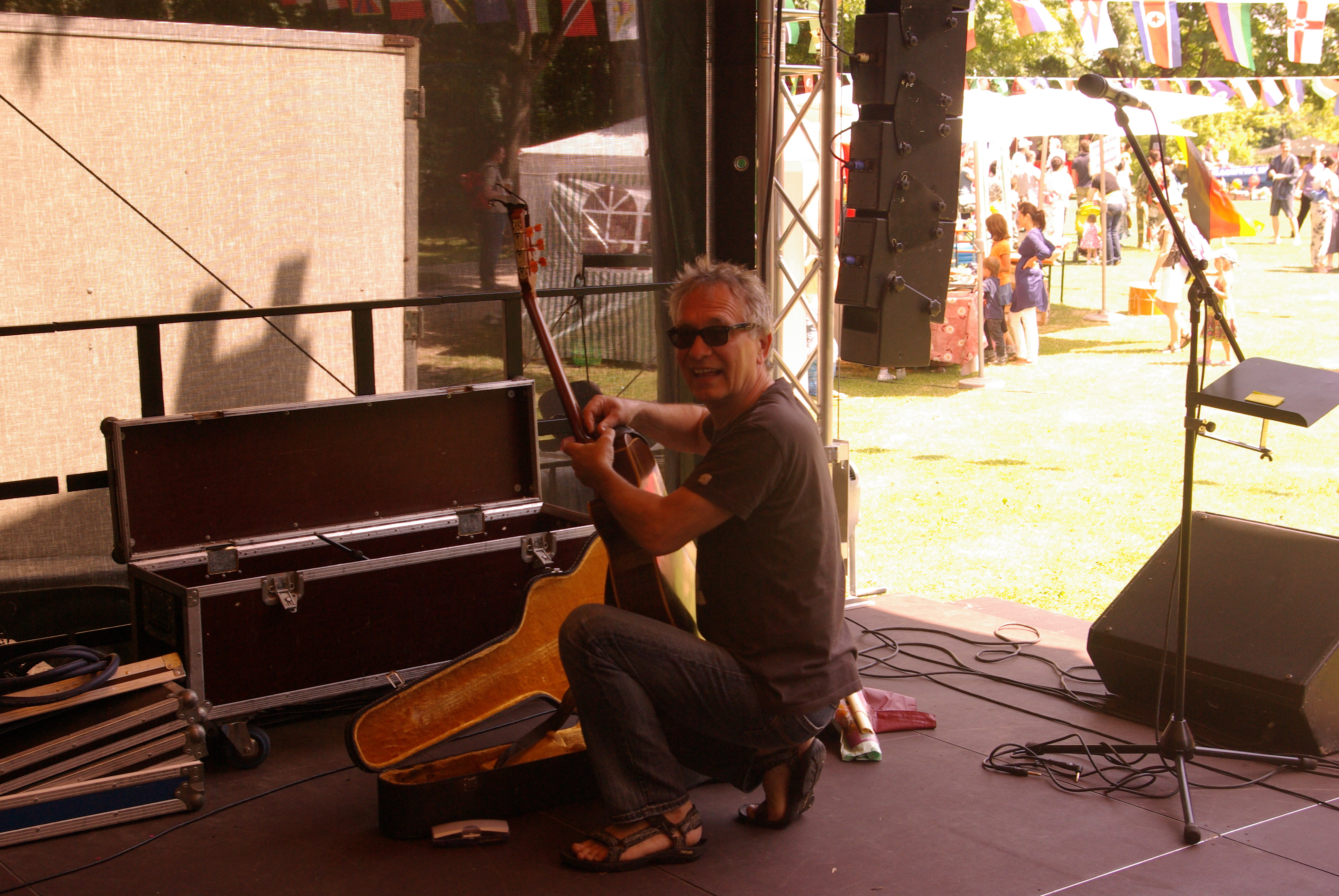
Pit Budde

Pit Budde (* 14. März 1952 in Lünen) ist ein deutscher Musiker und Autor.

## Geschichte
Aufgewachsen im Ruhrgebiet spielte Pit Budde während des Folk-Revivals in der Gruppe Barleycorn, dem Gitarren-Duo Ragged Strings, dann in der Folk-Rock-Band Manderley. 1979 war er Gründungsmitglied der politischen Rockgruppe Cochise, die bis 1988 durch Deutschland tourte. Ein Höhepunkt der Cochise Konzerte war der Bühnenauftritt bei der Friedensdemonstration vor 300.000 Menschen im Bonner Hofgarten 1981. Parallel arbeitete Pit Budde als Studiomusiker und in spartenübergreifenden Kunstprojekten. Nach Reisen durch die USA und Kanada komponierte Budde instrumentale, durch Naturgeräusche inspirierte Musik.
Ab Anfang der 1990er arbeitete er mit Musikern aus der Migrantenszene in Deutschland, Tansania, Äthiopien und Sambia, gründete die World-Beat-Band Radio Ethiopia, produzierte CDs mit ethnischen Musiken aus Afrika und Weltmusik-Radiosendungen für den WDR und HR. Er tourte mehrfach mit den Bagamoyo Players, dem Nationaltheater von Tansania, dem tansanischen Ilimba-Spieler Hukwe Zawose und dem sambischen Musiker und Geschichtenerzähler Brian Zanji durch Deutschland. Pit Budde lud die äthiopische Musikerin Asnakech Worku und den Interpreten der äthiopischen Kastenleier Begena Alemu Aga zu Konzertreisen nach Europa ein. 1997 gründete Pit Budde gemeinsam mit der äthiopisch/syrischen Musikerin Josephine Kronfli die Gruppe Karibuni, die das Genre einer „Weltmusik für Kinder“ in Deutschland bekannt machte. Budde ist Autor zahlreicher pädagogischer Bücher und Fachartikel sowie Spezialist für äthiopische Musik.

## Diskografie (Auswahl)
- Finger Picking Methode für die Folk Gitarre (1976; Pläne)
- Manderley – Fliegt, Gedanken fliegt  (1976; Pläne)
- Saitensprünge (1978; Pläne)
- Cochise – Rauchzeichen (1979; Folk Freak)
- Cochise – Wir werden leben (1980; Folk Freak)
- Cochise – Unter Geiern (1981; Wundertüte)
- Der Puma zieht nach Norden (1983; Folk Freak)
- Cochise – Die Erde war nicht immer so (1983; Wundertüte)
- Klaus W. Hoffmann – Wenn der Elefant in die Disco geht (1983; Pläne)
- Cochise – Live (1984; Wundertüte)
- Cochise – Wie die Maus zum Adler wurde (1986; Conträr)
- Vom Folk zum Rock – „25 Jahre Musikgeschichte in Dortmund“ (Live-Sampler vom 30./31. Januar 1986 im FHH; Pläne)
- Cochise – Heimliche Hits (1987; Wundertüte)
- Cochise – Trail´s End (1988; Conträr)
- Puma X – Artificial Paradise (1990; Energie)
- Radio Ethiopia – Wax & Gold (1995; Big Easy)
- Karibuni Watoto (1997; Ökotopia)
- radio ethiopia (1998; ada müzik)
- Fliegende Feder (1998; Ökotopia)
- iftah ya simsim (1999; Ökotopia)
- Didgeridoo & Känguru (2000; Ökotopia)
- Karneval der Kulturen (2001; Ökotopia)
- LaméBora – songs of coffee from all over the world (2002; Laika Records)
- Santa, Sinter, Joulupukki (2002; Ökotopia)
- Pickadill & Poppadom (2003; Ökotopia)
- Hano Hanoqitho (2004; Ökotopia)
- Shalom-Salam, peace4kids (2005; Ökotopia)
- Wer sagt denn hier noch Eskimo? (2005; Ökotopia)
- Gute Nacht Kinder in aller Welt (2006; Ökotopia)
- Regenwald & Dschungelwelt (2007; Ökotopia)
- Panda, Orca, Känguru (2009; Ökotopia)
- Cochise – Rolltreppe Rückwärts (2009; Sireena)
- Weltmusik für Kinder (2009; Ökotopia),
- Tadias! Kommt mit nach Afrika (2010; Ökotopia)
- karibuni @ddis – Backroad to Ethiopia (2013; Westpark-Music)
- Karibuni – Waka Waka – Kinderlieder aus der großen weiten Welt (2016; Universal Music)
- Painted Desert (2020; Fuego)
- Karibuni – Märchen aus Afrika (2021; Fuego)
- Karibuni – Jim along Josie (2021; Fuego)
- Karibuni – Märchen aus Äthiopien (2022; Fuego)
- Karibuni – Pentatonische Kinderlieder (2023; Fuego)
- Karibuni – Der Himmlische Flötenspieler (2025; Fuego)

## Schriften
- Die Erde war nicht immer so. Heupferd Verlag, Dreieich 1983
- Spiel der Zeit. Heupferd Verlag, Dreieich 1989
- Fliegende Feder. Ökotopia, Münster, 1998
- Karneval der Kulturen. Ökotopia, Münster, 2001
- Santa, Sinter, Joulupukki. Ökotopia, Münster, 2002
- Hano Hanoqitho. Ökotopia, Münster, 2004
- Wer sagt denn hier noch Eskimo? Ökotopia, Münster, 2005
- Gute Nacht Kinder in aller Welt. Ökotopia, Münster, 2006
- Regenwald & Dschungelwelt. Ökotopia, Münster, 2007
- Panda, Orca, Känguru. Ökotopia, Münster, 2008
- Weltmusik für Kinder-Liederbuch. Ökotopia, Münster, 2009
- Tadias! Kommt mit nach Afrika. Ökotopia, Münster, 2010
- Musik ist Heimat. Ökotopia, Aachen, 2018
- Pentatonische Kinderlieder. Karibuni Verlag, Münster, 2023
- Waka Waka - Afrikanische Lieder für Kinder, Karibuni Verlag, Münster, 2025

## Auszeichnungen
- 1974: Erster Preis bei der Harlekinade, Ludwigshafen, mit dem Gitarren-Duo Ragged Strings
- 1994: Förderpreis Konziliarer Prozess als Leiter des Flüchtlingsmusikprojektes Solimbeya
- 1994: Karl-Kübel Preis für das Multikulturelle Forum Lünen und die Gruppe Solimbeya
- 2001: Preis der Deutschen Schallplattenkritik für die CD iftah ya simsim
- 2002: Sonderpreis von Pro Folk für die musikalische Arbeit für und mit Kindern
- 2005: Preisträger beim ersten multikulturellen Kinderliederwettbewerb des WDR und von Unicef
- 2010: Preis der Deutschen Schallplattenkritik Folk für die CD Tadias! Kommt mit nach Afrika